# Timbuka boquete
Timbuka boquete är en spindelart som beskrevs av Antonio D. Brescovit 1997. Timbuka boquete ingår i släktet Timbuka och familjen spökspindlar. Inga underarter finns listade i Catalogue of Life.